# Right to know
Right to know (« droit de savoir ») est le nom d'un principe juridique notamment développé (sous ce nom) dans le droit des États-Unis, visant à donner aux citoyens un libre accès à l'information environnementale et en particulier relative aux expositions individuelles et collectives aux toxiques environnementaux, y compris sur le lieu de travail,.
Ce « droit de savoir » était déjà présenté dans le livre de Rachel Carson, Silent Spring et réclamé par de nombreux environnementalistes, au moins depuis les années 1970.
Dans les pays où il est appliqué, ce droit entre parfois en conflit avec le secret commercial, le secret des affaires ou le secret défense (ainsi, par exemple le département de la Défense des États-Unis en est partiellement exempté, il peut s'autoréguler à l'abri des lois étatiques et fédérales relatives aux réglementations de l'OSHA et de l'EPA sur le sol étranger et national).

## Enjeu de santé publique
La plupart des maladies environnementales dues à l'exposition chronique ou aiguë à des produits toxiques et/ou à des radiations partagent de nombreux symptômes avec des maladies courantes. Par exemple, les symptômes d'empoisonnement par le cyanure incluent la fatigue, des maux de tête et nausées, la confusion, des étourdissements, des convulsions, l'arrêt cardiaque et la perte de conscience, ; la grippe et diverses maladies cardiaques incluent les mêmes symptômes. Le cyanure étant l'une des substances les plus et écotoxiques connues, le fait de ne divulguer de manière appropriée (information accessible et compréhensible) peut conduire à un diagnostic médical et à un traitement inappropriés ou inefficaces conduisant à une maladie prolongée voire à la mort.

## Le concept juridique de «droit de savoir» aux États-Unis
Il s'est surtout inscrit dans le droit du travail et de l'environnement communautaire où l'expression Right to know signifie que tout individu a le droit légitime de connaître, sans qu'il ait à justifier du pourquoi de sa demande, les produits chimiques auxquels il peut être exposé dans sa vie quotidienne, et les conséquences qui s'ensuivent.
Ce principe est aux États-Unis inscrit dans la loi fédérale et dans les lois locales de plusieurs États.
Les lois sur le « droit de savoir » y prennent deux formes principales : 
1. le droit de savoir de la communauté ;
2. le droit de savoir à quels produits les employés sont exposés sur le lieu de travail où la liste des toxiques doit être divulgué aux occupants en vertu des lois gérées par l'Occupational Safety and Health Administration[6],[7],[8]. S'ils sont utilisées à l'extérieur des bâtiments, ils  doivent être divulguées à l'organisme d'État ou local approprié responsable des mesures réglementaires de l'Agence nationale de protection de l'environnement [9] hors des terres fédérales ; et l'utilisation sur des terres fédérales est gérée par l'Agence de protection de l'environnement des États-Unis et le Bureau of Land Management )[10].

### Le «droit de savoir» au travail (États-Unis)
La santé et la sécurité au travail sont gérées dans la plupart des États sous l'égide de l'autorité fédérale, et encadrés par la loi sur la sécurité et la santé au travail de 1970 (dite OSH Act) qui concerne plusieurs acteurs : 
- L'administration de la sécurité et de la santé au travail (OSHA), qui au sein du département américain du Travail est responsable de la publication et de l'application des réglementations relatives à la sécurité au travail ;
- Le ministère des Transports, chargé de la sécurité des transports et du maintien de la liste des matières dangereuses ;
- L'EPA (Environmental Protection Agency), qui, notamment, tient à jour des listes de matières dangereuses spécifiques.

#### Agence de Protection de l'Environnement (EPA)
Hors du lieu de travail, la santé et la sécurité environnementales sont établies par la loi EPCRA ( Emergency Planning and Community Right-to-Know Act ), qui est gérée par l'Agence de protection de l'environnement (EPA) et diverses agences gouvernementales nationales et locales,
Les agences nationales et locales sauvegardent les informations d'intérêt épidémiologique requises par les médecins pour évaluer les maladies environnementales.
Les informations sur la qualité de l'air doivent être fournies par les superviseurs de la lutte antiparasitaire en vertu des exigences de licence établies par la norme de protection des travailleurs lorsque des pesticides à usage restreint sont appliqués.
La liste des pesticides à usage restreint est tenue à jour par l'US EPA qui produit aussi un Rapport sur les produits à usage restreint (RUP),.
Des polluants environnementaux spécifiques et une liste des polluants environnementaux, sont identifiés par le droit public et doivent être déclarés,, leur liste inclut toutes les substances dangereuses connues, même si l'article n'est pas identifié comme un pesticide à usage restreint par l'EPA. ex. : la cyfluthrine, la cyperméthrine et le cynoff produisent du cyanure d'hydrogène en brûlant) ; certains pesticides  produisant par inadvertance des produits toxiques peuvent ne pas être identifiés comme des pesticides à usage restreint.
Certains produits chimiques spécifiques (ex : cyaniate, de cyanure, de cyano et de nitrile et leurs composés) sont des danger spécifique identifiée dans le droit public américain (que l'article soit ou non identifié sur la liste des pesticides à usage restreint tenue par l'United States Environmental Protection Agence ; la plupart des pays développés ont des pratiques réglementaires similaires (voir plus bas). Les informations sur les pesticides et les insecticides dans l'Union européenne sont gérés par l'Agence européenne de protection de l'environnement.

#### Département des Transports (DOT)
La Library Pipeline and Hazardous Material Safety Administration au sein du département des Transports est chargée de tenir à jour la liste des matières dangereuses aux États-Unis.
Toutes les matières dangereuses non créées sur place  doivent être transportées par véhicule motorisé. La sûreté et la sécurité du système de transport public sont appliquées par le ministère des Transports.
Le département des Transports (DOT) réglemente les exigences d'étiquetage obligatoires pour toutes les matières dangereuses Cela s'ajoute aux exigences d'autres agences fédérales, telles que l'Environmental Protection Agency des États-Unis et l'Occupational Safety and Health Administration. Le DOT est responsable des mesures d'application et de la notification publique concernant les rejets et les expositions aux produits chimiques dangereux, y compris les incidents impliquant des travailleurs fédéraux.
Le DOT exige que tout bâtiments et tout véhicules contenant des matières dangereuses ait des panneaux divulguant des types spécifiques de dangers pour les premiers intervenants certifiés.

#### Département de l'énergie (DOE)
La sécurité de certains travailleurs (ex : mineurs) est régie par le ministère de l'Énergie 

#### Département de la Défense (DOD)
Le département américain de la Défense gère la sécurité environnementale indépendamment de l'OSHA et de l'EPA. Les déversements, accidents, maladies et blessures ne sont normalement pas traités conformément aux lois locales, étatiques et fédérales. Le défaut d'administrer la discipline pour des activités illégales se produisant au sein d'un commandement militaire est considéré comme un manquement au devoir, qui est administré en vertu du Code de justice militaire.
Les lanceurs d'alerte ou personnes ayant des informations sur des crimes environnementaux et les personnes ayant subi des dommages environnementaux impliquant l'armée doivent se familiariser avec le sujet de la protection des lanceurs d'alerte aux États-Unis. Les employés du gouvernement, les sous-traitants du gouvernement et les officiers militaires manquent souvent de la formation, de l'éducation, des licences et de l'expérience nécessaires pour comprendre les exigences légales en matière de sécurité environnementale. La sophistication requise pour comprendre les exigences légales n'est normalement pas requise pour la promotion et la sélection au sein de l'armée.
Des règles spécifiques ont donc été produites (dans des ordonnances et des directives) devant être écrites dans un langage simple destiné à être compris par des personnes ayant une capacité de lecture de 4e année (4th grade).
La loi est appliquée par le commandant dans les organisations militaires. Le commandant a généralement la capacité de lire et de comprendre les exigences écrites. Un officier général est passible d'une action en cour martiale si les lois ou les politiques gouvernementales sont violées sous son commandement lorsque l'activité est en dehors du champ d'application des ordres de mission et des règles d'engagement . Chaque commandant est responsable de la rédaction et du maintien de politiques suffisamment simples pour être comprises par tous sous son commandement. Chaque commandant est responsable de s'assurer que les documents de politique de commandement sont mis à la disposition de chaque personne sous son commandement (civil, militaire et entrepreneur). Le commandant est responsable des mesures disciplinaires et des divulgations publiques lorsque les politiques sont violées au sein de son commandement. Le commandant partage les responsabilités pour les crimes qui ne sont pas punis (déréliction).

Les agences militaires opèrent indépendamment des forces de l'ordre, de l'autorité judiciaire et de la common law. Des exemptions similaires existent pour certains organismes publics.
Les crimes potentiels font l'objet d'enquêtes de la part de la police militaire. Voici un exemple des types de documents de politique utilisés pour mener des enquêtes criminelles,.
La loi militaire étant appliquée sans surveillance civile indépendante, il existe un conflit d'intérêts. Des informations et  divulgations peuvent parfois être obtenues par le biais d'une demande au titre du Freedom of Information Act et non par via les divulgations habituellement faites via l'EPA et l'OSHA (qui ont la compétence requise pour la formation, la certification, la divulgation et l'application). Ce manque d'accès à l'information empêche les médecins et chercheurs d'obtenir les données nécessaires pour correctement diagnostiquer et traiter certaines maladies environnementales, et fait  que la cause de ces maladies  reste généralement longtemps inconnue. Si une maladie reste de cause inconnue durant plus de 30 jours, il est possible de contacter le Bureau du secrétaire à la défense et état-major interarmées et le Centre de service des demandeurs de la loi sur la liberté d'information,. Dans un contexte militaire, les lois fédérales américaines, les lois des États, les lois locales, les lois étrangères et les accords de traité peuvent ne pas s'appliquer. Les politiques sont établies par décret et non par le droit public, à l'exception des interventions du Congrès des États-Unis et des interventions des tribunaux de district américains.

Si des employés civils du gouvernement et les officiers du drapeau ne sont pas en mesure de résoudre une situation de manière éthique, plusieurs autres moyens de résolution peuvent être tentés via : 
- les responsables syndicaux locaux
- les lois sur la liberté d'accès à l'information aux États-Unis
- la commission pour l'égalité des chances dans l'emploi (Equal Employment Opportunity Commission)[32]
- le bureau de l'inspecteur général, département de la Défense des États-Unis (Hotline)[33]
- le secrétaire à la Défense des États-Unis
- le président des États-Unis
- le secrétaire d'État des États-Unis
- la Chambre des représentants des États-Unis
- le Sénat des États-Unis

Aux États-Unis, divers décrets établissent les exigences de la politique environnementale du DoD pour les organisations gouvernementales,,,,,,,,,,,,,,
Les documents non classifiés suivants fournissent des informations supplémentaires sur les programmes gérés par le secrétaire américain à la Défense :
- Directive 3150.08 du DoD - Réponse du DoD aux incidents nucléaires et radiologiques[49]
- Directive DoD 3222.3 - Effets environnementaux électromagnétiques du DoD (E3)] [50]
- Directive 4715.1 du DoD - Environnement, sécurité et santé au travail (ESOH) [51]
- Directive 4715.3 du DoD - Programme de conservation de l'environnement[52]
- Directive DoD 4715.5 - Gestion de la conformité environnementale dans les installations à l'étranger[53]
- Directive 4715.8 du DoD - Assainissement environnemental pour les activités du DoD à l'étranger[54]
- Directive 4715.11 du DoD - Gestion de la sécurité environnementale et des explosifs sur les plages opérationnelles aux États-Unis[55]
- Directive 4715.12 du DoD - Gestion de la sécurité environnementale et des explosifs sur les plages opérationnelles en dehors des États-Unis [56]
- Directive 6050.07 du DoD - Effets environnementaux à l'étranger des actions majeures du ministère de la Défense[57]

### Informations disponibles
Deux documents obligatoires doivent informer sur les dangers pour la plupart des produits toxiques :
1. Étiquette du produit ; L'étiquetage est aux États-Unis notamment cadré par la loi fédérale sur les insecticides, les fongicides et les rodenticides sous l'autorité de l'Agence de protection de l'environnement des États-Unis et la plupart des pays ont des exigences similaires).. Au minimum, l'étiquette mentionne des informations sur la composition chimique du produit, les instructions requises pour une utilisation sûre du produit et les coordonnées du fabricant du produit.
2. Fiche de données de sécurité[58] Aux USA, la fiche de données de sécurité est requise sous l'autorité de l'Occupational Safety and Health Administration des États-Unis pour les matières dangereuses ; elle décrit les risques pour la santé et la sécurité dont ont besoin les professionnels de la santé et les intervenants d'urgence[59] ; et un résumé des droits des travailleurs est disponible auprès de l'OSHA[60]

D'autres types d'informations que le strict risque chimique sont importantes pour la sécurité et la santé au travail. Les sources d'information suivantes sont parfois disponibles sur le lieu de travail ou via les agences ayant compétence juridique sur le lieu de travail :
- Fiches de données de sécurité (FDS) et étiquettes des produits chimiques dangereux utilisés ou présents sur le lieu de travail.
- Inventaires chimiques requis par les réglementations fédérales et étatiques.
- Dossiers de surveillance et de mesure de l'exposition des travailleurs aux produits chimiques, au bruit, aux radiations ou à d'autres dangers.
- Rapports d'inspection du lieu de travail, qu'ils soient rédigés par un comité de sécurité, le personnel de sécurité et de santé de l'employeur, les compagnies d'assurance OR-OSHA, les services d'incendie ou d'autres organismes extérieurs.
- Analyse de la sécurité des tâches, y compris les évaluations ergonomiques des tâches ou des postes de travail[61].
- Registres des blessures et des maladies (que les employeurs aux États-Unis sont tenus de conserver[62]
- Rapports d'enquête sur les accidents.
- Formulaires et dossiers de demande d'indemnisation des accidents du travail[63],[64]
- Dossiers médicaux des employés ou études ou évaluations basées sur ces dossiers.
- Les normes et données de base sur lesquelles elles sont basées, etc.

#### Communication des dangers (HazCom 2012)[65]
Norme de communication des risques : En vigueur depuis 1985 elle a été élargie pour couvrir presque tous les lieux de travail sous la juridiction de l'OSHA. Elle oblige les fabricants de produits chimiques et les employeurs à communiquer des informations aux travailleurs sur les dangers des produits chimiques ou des produits en milieu de travail, y compris la formation. Elle ne précise pas le niveau de formation qu'un travailleur doit recevoir mais définit ce que la formation doit couvrir. Les employeurs doivent dispenser une formation dans une langue compréhensible pour les employés afin de se conformer à la norme. Les travailleurs doivent être formés dès leur affectation initiale et chaque fois qu'un nouveau danger est introduit dans leur zone de travail. Les travailleurs doivent comprendre les dangers auxquels ils sont confrontés et être conscients des mesures de protection à prendre. En réalité peu de temps est généralement consacré par l'entreprise à la formation à la communication des dangers. L'inspecteur de l'OSHA peut lors d'une inspection évaluer l'efficacité de la formation en examinant les dossiers de la formation effectuée et en interrogeant les employés utilisant des produits chimiques pour savoir ce qu'ils comprennent des dangers.

Le département des transports des États-Unis (DOT) réglemente le transport de matières dangereuses sur le territoire des États-Unis par le titre 49 du Code of Federal Regulations
- Marchandises dangereuses : tout fabricant et importateur de produits chimiques doit évaluer les dangers des produits chimiques qu'ils produisent et importent, et transmettre ces informations aux travailleurs du transport et aux acheteurs par le biais d'étiquettes et de fiches de données de sécurité (FDS). Les employés risquant une exposition à des produits chimiques dangereux au travail doivent bénéficier  des informations sur ces produits, et d'une formation adéquate, ainsi que d'un programme écrit de communication des dangers. La norme exige  que l'employeur maintienne une liste de tous les produits chimiques dangereux utilisés sur le lieu de travail. Les FDS de ces produits chimiques doivent être tenues à jour et elles doivent être mises à la disposition et accessibles aux employés dans leurs zones de travail.

Les produits chimiques sources de risques pour la santé ou sources de dangers physiques (corrosion, incendie, explosion) sont concernés. La liste des produits chimiques classés dangereux est maintenue en fonction de l'utilisation ou du but. Plusieurs sources de données sont consultables par les fabricants et  employeurs, dont :
- liste de substance pour laquelle l'OSHA a une norme en vigueur (y compris répertoriée dans le règlement sur les contaminants de l'air).
- Substances répertoriées comme cancérogènes (provoquant le cancer) par le National Toxicology Program (NTP) ou le Centre international de recherche sur le cancer (CIRC).
- Substances répertoriées dans les valeurs limites d'exposition pour les substances chimiques et les agents physiques, publiées par l' American Conference of Governmental Industrial Hygienists (ACGIH).
- Rapport sur les produits à usage restreint (RUP) ; APE [16]

In fine, c'est au fabricant de divulguer les dangers.
Il existe d'autres sources d'informations sur les produits chimiques utilisés dans l'industrie en raison des lois étatiques et fédérales concernant le Community Right to Know Act, dont par exemple :
L'Air Resources Board est responsable de la divulgation des dangers publics en Californie Les divulgations d'utilisation de pesticides sont faites par chaque superviseur de la lutte antiparasitaire à la Commission agricole du comté Des informations épidémiologiques sont disponibles sur le California Pesticide Information Portal, qui peut être utilisé par les professionnels de la santé pour identifier la cause d'une maladie environnementale.
le Bureau du prévôt des incendies de l'État en Oregon, qui e  vertu de la loi Oregon Community Right to Know Act (ORS 453.307-372) et de la loi fédérale Superfund Amendments and Reauthorization Act (SARA) Titre III, recueille des informations sur les substances dangereuses et les met à la disposition des intervenants d'urgence et du grand public. Parmi les informations que les entreprises doivent déclarer figurent :
- les inventaires des quantités et des types de substances dangereuses stockées dans leurs installations.
- le inventaires annuels des produits chimiques toxiques rejetés pendant les opérations normales.
- la notification d'urgence des rejets accidentels de certains produits chimiques répertoriés par l'Environmental Protection Agency.

Un rapport annuel des rejets pour l'État ou pour des entreprises spécifiques est disponible sur demande auprès du Bureau du prévôt des incendies (gratuit, sauf s'il s'agit de quantités de données exceptionnellement importantes).

#### Exigences d'étiquetage pour les produits chimiques
Tout contenant de  produit chimique dangereux doit être étiqueté par le fabricant ou le distributeur avant d'être envoyé aux utilisateurs aval. Il n'y a pas de format standard unique pour les étiquettes. Chaque produit doit être étiqueté en fonction du type spécifique de danger
L'étiquetage des pesticides et des fongicides est réglementé par l'Environmental Protection Agency, avec :
- l'identité du ou des produits chimiques dangereux par leur nom courant ou chimique.
- l'vertissements de danger appropriés.
- le nom et l'adresse du fabricant, du distributeur ou de la partie responsable.
- les instructions d'utilisation du produit

Lemployeur doit informer sur :
- les exigences des règles de communication des dangers.
- les opérations dans votre zone de travail où des matières dangereuses sont présentes.
- l'emplacement du programme écrit de communication des dangers, la liste des produits chimiques dangereux et les FDS des produits chimiques auxquels vous serez exposé.

La formation doit au moins portersur les items suivants :
- Méthodes de détection de la présence de produits chimiques dangereux.
- Dangers physiques et sanitaires des produits chimiques.
- Mesures de protection, y compris les pratiques de travail, la ventilation, l'équipement de protection individuelle et les procédures d'urgence.
- Comment lire et comprendre les étiquettes et les FDS.
- Les dangers des tâches non routinières, telles que le nettoyage des citernes ou d'autres navires, ou l'effraction dans les conduites contenant des produits chimiques.

#### Fiche de données de sécurité (FDS)
Pour  la norme de communication des risques de l'OSHA, voir le 29 CFR 1910.1200 pour les informations les plus récentes et les plus récentes ( https://www.osha.gov/pls/oshaweb/owadisp.show_document?p_table=standards&p_id=10099 )
Les fiches FDS sont souvent difficiles à comprendre, même pour les professionnels de la sécurité formés. Les informations FDS sont requises par les réglementations EPA, OSHA, DOT et/ou DOE selon le type de substance dangereuse. La fiche comprend les informations suivantes :
1. Identité du produit et ingrédients par nom chimique ou usuel.
2. Caractéristiques physiques et chimiques.
3. Dangers physiques, tels que les incendies et les explosions.
4. Dangers pour la santé, y compris les symptômes.
5. Principales voies d'entrée du produit chimique dans l'organisme.
6. Limites d'exposition légales (OSHA et autres limites recommandées).
7. Si le produit chimique peut causer le cancer.
8. Précautions pour une manipulation et une utilisation en toute sécurité.
9. Mesures de contrôle, y compris ventilation, équipement de protection individuelle, etc.
10. Procédures d'urgence et de premiers secours.
11. La date à laquelle la FDS a été préparée.
12. Nom, adresse et numéro de téléphone du fabricant.
13. Organismes de réglementation, tels que l'Agence de protection de l'environnement des États-Unis EPA Règles SARA Titre III EPCRA

Les fabricants de produits chimiques peuvent légalement dissimuler l'identité chimique spécifique d'un matériau de la FDS et de l'étiquette en cas de secret commercial de bonne foi. Dans ce cas, les règles suivantes s'appliquent :
- La FDS doit indiquer que des informations secrètes commerciales sont retenues.
- La FDS doit divulguer des informations concernant les propriétés et les effets du produit chimique dangereux, même si l'identité chimique réelle n'est pas divulguée.
- L'information sur le secret commercial doit être divulguée à un médecin ou à une infirmière en cas d'urgence médicale.
- Dans les cas non urgents, les professionnels de la santé peuvent obtenir une identité chimique secrète s'ils peuvent démontrer qu'ils en ont besoin à des fins de protection de la santé et s'ils signent un accord de confidentialité.

#### Dossiers d'exposition
La norme de communication des risques exige que les informations chimiques soient transmises aux employés qui travaillent avec des matières dangereuses. Les dossiers d'exposition des employés peuvent indiquer si un travailleur est réellement exposé à un danger chimique ou physique et le degré d'exposition qu'il reçoit. Les règlements de l'OSHA qui établissent les droits d'accès à ces dossiers se trouvent dans 29 CFR 1910.1020 : Accès aux dossiers médicaux et d'exposition. Ces informations sont généralement le produit d'un certain type de surveillance ou de mesure pour les items suivants:
- Poussières, fumées ou gaz dans l'air.
- Absorption d'un produit chimique dans le corps, par exemple les niveaux de plomb dans le sang.
- Exposition au bruit.
- Exposition aux radiations.
- Spores, champignons ou autres contaminants biologiques.

Les employés et leurs représentants désignés ont le droit, en vertu des règlements de l'OR-OSHA, d'examiner ou de copier les dossiers d'exposition qui sont en possession de l'employeur. Ce droit s'applique aux enregistrements de l'exposition personnelle d'un employé à des agents chimiques, physiques ou biologiques, et  aux enregistrements d'exposition d'autres employés dont les conditions de travail sont similaires à celles de l'employé. Les représentants syndicaux peuvent consulter les registres de toutes les zones de travail dans lesquelles le syndicat représente les employés.
En plus de voir les résultats, les employés et leurs représentants ont également le droit d'observer la mesure réelle de l'exposition aux produits chimiques dangereux ou au bruit.
Les dossiers d'exposition qui font partie d'un dossier d'inspection OR-OSHA sont également accessibles aux employés et aux représentants syndicaux. En effet, ces dossiers, à l'exception de certaines informations confidentielles, sont ouverts au public après clôture légale de l'inspection.

#### Dossier médical
De nombreux employeurs conservent un certain éléments de dossiers médicaux (ex : questionnaires médicaux, résultats d'examens physiques préalables à l'embauche, résultats de tests sanguins) ou des dossiers plus élaborés de diagnostic ou de traitement en cours (comme toute surveillance biologique non définie comme un dossier d'exposition des employés). Les règlements de l'OSHA sur les droits d'accès à ces dossiers se trouvent dans 29 CFR 1910.1020 : Accès aux dossiers médicaux et d'exposition.
Les dossiers médicaux sont plus personnels que les dossiers d'exposition ou les rapports d'accident. Les règles de confidentialité et d'accès à ceux-ci sont donc plus strictes. Si l'information est conservée séparément du programme médical de l'employeur, elle ne sera probablement pas accessible.
Exemples d'informations médicales conservées séparément : dossiers de programmes d'aide volontaire aux employés (lutte contre l'alcoolisme, la toxicomanie ; conseil personnel...) ;  dossiers médicaux concernant l'assurance maladie ou  créés  en vue d'un litige.
Ces dossiers sont souvent conservés sur le lieu de travail (s'il y a un médecin ou une infirmière sur place) ou peuvent se trouver dans les dossiers d'un médecin, d'une clinique ou d'un hôpital avec qui l'employeur a contracté des services médicaux.
Un employé a accès à son propre dossier médical (29 CFR 1910.1020).IL peut  signer une décharge écrite autorisant un représentant désigné (y compris un représentant syndical) à avoir accès à son dossier médical, par exemple quand un syndicat ou un médecin ou un  chercheur travaillant pour le syndicat ou l'employeur a besoin d'informations médicales sur tout un groupe de travailleurs pour documenter un problème de santé. Certaines informations confidentielles peuvent être supprimées du dossier d'un employé avant d'être divulguées.

## Passé et futur
La tendance à une accès amélioré à ces informations résulte d'événements qui ont tué ou empoisonné de nombreuses, dont la catastrophe de Bhopal en Inde en décembre 1984 où un nuage d'isocyanate de méthyle s'est échappé d'une usine d'insecticides par négligence, tuant  2 000 personnes, alors que l'usine était déjà repérée pour une mauvaise gestion des risques  et une  absence de plan d'urgence et d'évacuation. Le manque de sensibilisation et de connaissances de la communauté sur les dangers a conduit à cette catastrophe évitable.
Peu après, la loi de 1986 sur la planification d'urgence et le droit de savoir, introduite à l'origine par le démocrate californien Henry Waxman, a été adoptée ; une première mesure pour améliorer l'information sur le risque chimique. La loi a aussi obligé  les installations industrielles à travers les États-Unis à divulguer des informations sur leurs rejets annuels de produits chimiques toxiques, données mises à disposition par l'Environmental Protection Agency dans le Toxics Release Inventory (TRI)  ouvert au public.
Le Toxic 100 est une forme d'information plus récente relative à une centaine d'entreprises industrielles polluantes de l'air aux États-Unis qui sont classées  par l' Institut de recherche en économie politique (PERI)  en fonction de la quantité de pollution qu'elles produisent et de la toxicité des polluants, en tenant compte des vents, de la hauteur des cheminées et des impacts sur les communautés voisines.

## Exemples pris hors des États-Unis

### Australie
Le droit de savoir relatif aux informations sur les risques environnementaux est assuré par la loi australienne (Département du développement durable, de l'environnement, de l'eau, de la population et des communautés)
De même pour l'exposition aux risques et dangers toxi-environnementaux sur le lieu de travail ( Safe Work Australia et  Hazardous Substances Information System) ,.

### Canada
Le droit de savoir concernant les informations sur les dangers au travail est également garanti par la loi canadienne (WorkRights.ca ) ; de même pour les informations sur les dangers environnementaux ( Environnement Canada).

### En Europe
L'Europe a édicté des directive et règlements, et à certaines conditions, les pays peuvent aller plus loin via leurs propres lois.
La Commission européenne a un accès central et ouvert pour la plupart des informations dont elle dispose (via l'Agence européenne pour l'environnement notamment) et pour sa réglementation.
Le droit d'être informé des risques environnementaux est principalement garanti et géré par la direction de l'environnement au sein de la Commission européenne et par l'Agence européenne pour l'environnement.
- Commission européenne; Environnement [82]
- Agence européenne pour l'environnement (AEE) [83]

Le droit d'être informé des dangers sur le lieu de travail est géré par l'Agence européenne pour la santé et la sécurité.
- Agence européenne pour la santé et la sécurité au travail [84]

Le droit d'être informé du contenu des documents historiques est établi par la résolution 2382 (2021) de l'Assemblée parlementaire du Conseil de l'Europe, qui lie le "devoir au document" au droit de tous les citoyens de connaître l'histoire nationale.